# Tomb Raider
|  | Denne artikel omhandler det første spil. For hele serien, se Tomb Raider-serien |
Tomb Raider er et computerspil udviklet af Core Design og udgivet af Eidos Interactive. Det blev oprindeligt udgivet i 1996 til PC, PlayStation og Sega Saturn. Tomb Raider handler om Lara Croft, en kvindelig britisk arkæolog, og hendes søgen efter ældgamle skatte à la Indiana Jones. Spillet blev meget kendt og indflydelsesrigt. Det affødte et antal efterfølgere og en serie af relateret materiale.
Tomb Raider blev genskabt af Crystal Dynamics i 2007-udgivelsen Lara Croft Tomb Raider: Anniversary, hvor hele første spils handling kan opleves på spilmotoren brugt i Lara Croft Tomb Raider: Legend. Der er minimale banemæssige designændringer, men gameplaymæssigt implementeret blandt andet bevægelser fra Legend.

## Historie
Efter Lara Croft vender tilbage fra en jagttur i Himalaya, bliver hun kontaktet af Jacqueline Natla, en medvidende forretningskvinde som lokker Lara til at opspore en mystisk artefakt fra Qualopecs grav i Peru. Lara tager strakt af sted for at finde det første af tre stykker af den ældgamle Atlantean Scion, en talisman med ufattelige kræfter. Men efter at have fundet den første stump forværres situationen, da Lara pludselig står ansigt til ansigt med en af Natlas hyrede gorillaer. Ved at bruge sin kløgt og atletiske styrke lykkes det for Lara at flygte. Mens hun prøver at finde ud af hvorfor Natla ville forråde hende, afslører hun et mysterie som strækker sig tilbage til før vor tidsregning til et forræderi som ødelagde den atlanteanske civilisation og de katastrofer som ramte verden da det faldt.

## Gameplay

### Oversigt
I Tomb Raider styrer spilleren den kvindelige arkæolog Lara Croft i som søgen efter de tre gådefulde Scion artefakter rundt om i verden. Spillet vises i tredje persons perspektiv. Lara er altid synlig og kameraet følger spillets gang bagfra eller over hendes skuldre. Omverdenen er fuldt tegnet i tre dimensioner og bærer præg af dens kubiske udseende. Klippeafsatser, mure og lofter sidder 90 grader fra hinanden (selvom spildesignerne har brugt nogle tricks for at gøre dette mindre åbenlyst).
I Tomb Raider skal man styre Lara gennem en række grave og andre steder i hendes søgen efter skatte og artefakter. Undervejs må hun dræbe farlige dyr og andre væsner, mens hun samler genstande og løser gåder for at få adgang til en ultimativ skat, oftest en kraftfuld artefakt. Skyderi er begrænset til at dræbe mange forskellige dyr, som hun møder rundt omkring på hver bane, selvom Lara dog lejlighedsvis kan møde menneskelige modstandere. I stedet er der lagt vægt på at løse gåder og udføre avancerede hop for at klare hver bane. Som sådan vender Tomb Raider tilbage til den klassiske gameplaystil i platformspil.

### Features
Bevægelsen i spillet er varieret, hvilket gør det muligt at foretage indviklede interaktioner med miljøet. Udover at gå, løbe og hoppe, kan Lara tage skridt til siden, hænge på klippeafsatser, lave rullefald, dykke og svømme gennem vand. Mens hun svømmer vises en ekstra måler under helbredsmåleren som angiver hvor meget luft Lara har tilbage i lungerne. I et frit område har Lara to 'stillinger': en med våbnene trukket og en hvor hun har hænderne frie. Som standard bærer hun to pistoler med uendelige skud til. Derudover kan hun bruge haglgevær, to magnums og to uzis. På et bestemt sted i handlingen mister Lara alle sine våben, hvilket gør hende ude af stand til at forsvare sig selv og tvinger hende til at finde sine pistoler igen. Denne udvikling blev senere en fast bestanddel af serien.
Flere fjender, såvel som adskillige former for dødelige fælder, kan dræbe Lara i Tomb Raider, den mest umiddelbare er at falde i døden. Siden spillet er platform-orienteret, kan velplacerede hop ofte bringe Lara sikkert over på den anden side af en kløft eller hun kan falde lodret ned. Selvom Lara kan overleve et fald fra høje steder, kan hun også let brække nakken hvis hun falder fra selv relativt lave højder. At lande på pigge er altid dødeligt uanset højden. Selvom de mange dyr som angriber Lara kan være farlige i stort antal, kan de relativt let undgås og skydes ned. Derudover kan de ikke klatre på høje platforme og er derfor indespærret i det rum de bor i. Ild er en dræbende substans i spillet. Hvis Lara rører det vil hun øjeblikkeligt antænde og dø indenfor få sekunder medmindre spilleren får hende til at dykke i en nærliggende sø. Andre måder som kan føre til en tidlig afslutning på spillet er bl.a. drukning, elektrochok, at blive skudt, at blive knust og at blive forvandlet til guld.
En enkelt knap bruges til at udføre en lang række handlinger og bevægelser i Tomb Raider, såsom at samle ting op, trække i håndtag, affyre pistoler, at skubbe eller trække blokke og at gribe fat i afsatser. Blandt de ting som regelmæssigt samles op kan nævnes ammunition, og små og store førstehjælpspakker. Andre specifikke ting og nøgler kræves også for at gennemføre en bane. Alle ting som samles op opbevares i Laras inventory indtil de bliver brugt.
Gåderne som spilleren skal løse i banerne varierer: at trække i håndtag i en bestemt rækkefølge, en række velplacerede hop, at undgå en bestemt fælde eller at indsamle flere nøglesten.
Der findes en eller flere hemmelige genstande eller steder i hver bane. Det er valgfrit om man vil finde disse hemmelige ting eller ej, og hvis spilleren finder en lyder der en bestemt melodi. Placeringen af disse hemmelige ting varierer, og de kan ofte være svære at få fat på. Nogle kan ligge skjult i buske i vejkanten mens andre kræver at man skal gennemføre en hemmelig bane eller løse nye gåder først. Spilleren belønnes ofte med ekstra førstehjælpspakker, ammunition og somme tider nye våben.
I PlayStation og Sega Saturn versionerne af Tomb Raider kunne man kun gemme sit spil på bestemte 'save points', vist ved en svævende blå krystal, i hver bane. Når Lara berører en af disse får man mulighed for at gemme sit spil. Disse steder var dog så få, at hvis Lara døde, måtte spilleren ofte spille store dene af banen igennem igen, hvilket var frustrerende for mange spillere.Efter kritikken af denne metode implementerede Core i Tomb Raider II en funktion som gjorde at man kunne gemme sit spil hvor som helst, hvilket dog førte til at flere mente at spillet blev for nemt. Gemmefunktionen i Tomb Raider III blev et kompromis i form af gemmekrystaller som kunne samles op. I PC og Mac versionerne af spillet kan man gemme overalt.
En bane gennemføres ved at man når til en bestemt døråbning eller finder en bestemt artefakt.

### Personer
- Lara Croft: Spillets heltinde. Lara Croft er en britiske arkæolog som kan lejes til at finde bortkomne artefakter, hvad enten det er fra grave eller fra en selvisk samler.
- Jacqueline Natla: En rig forretningskvinde og ejer af Natla Technologies. I starten af spillet kontakter hun Lara for at få Lara til at finde den gådefulde Scion artefakt for hende i Peru.
- Larson: En af Natlas håndlangere. Larson er en skydegal amerikaner som bringer Lara i kontakt med Natla. Han forråder Lara tidligt i spillet og følger hende til Egypten senere.
- Pierre DuPont: Denne farlige lejesvend prøver at få fat i den del af Scion som ligger i St. Francis Folly. Pierre DuPont er en rivaliserende fransk arkæolog, som Natla har hyret til at få fat på det andet stykke af Scion.
- Qualopec: En af oldtidens herskere af det fortabte kontinent Atlantis, hvis grav befinder sig et sted i Andesbjergene.
- Tihocan: En anden hersker af Atlantis. Tihocan blev begravet i nærheden af de græske øer.

## Baner
Spilleren kan vælge at gennemføre en træningsbane i Laras hjem før man starter på selve spillet. Det er meningen at denne tutorial skal vænne spilleren til de mest simple funktioner i spillet, såsom at hoppe og klatre på bokse. Hovedspillet begynder med en introduktionssekvens.

### Peru
Natla sender Lara Croft til Peru, hvor hun finder indgangen til Qualopecs gravkammer højt oppe i bjergene. Her må finde vej gennem resterne af en civilisation som blomstrede for hundreder af år siden. Spilleren skal føre Lara gennem en gammel Inkaby mens hun kæmper med ulve, flagermus, bjørne, dinosaurer og andre fjender. Banerne i Peru er af middel sværhedsgrad.
- Level 1: Caves
- Level 2: City of Vilcabamba
- Level 3: The Lost Valley
- Level 4: Tomb of Qualopec

### Europa
Middelalderklosteret St. Francis blev bygget på en bjergside som skjuler flere lag af tidlige civilisationer, hvoraf nogle er fra Grækenlands og Roms guldaldre. Her må Lara kæmpe mod løver, alligatorer og aber mens hun disse gamle civilisationers ruiner, og kæmper for at få fat på det andet stykke af Scion før en mand ved navn Pierre DuPont, som fandt stedet før Lara. Sværhedsgraden af banerne i dette kloster er fra middel til svær.
- Level 5: St. Francis Folly
- Level 6: Colosseum
- Level 7: Palace Midas
- Level 8: Cistern
- Level 9: Tomb of Tihocan

### Egypten
I en skjult dal i nærheden af Kongernes Dal udforsker Lara begravede pyramider og en sfinks mens hun slås mod pumaer, krokodiller og nogle ukendte, gådefulde monstre. Den tredje hersker af Atlantis lå begravet her sammen med det tredje stykke af Scion. Samtlige baner i Egypten er svære.
- Level 10: City of Khamoon
- Level 11: Obelisk of Khamoon
- Level 12: Sanctuary of the Scion

### Atlantis
Lara Croft har fulgt Natla og hendes kumpaner til en fjerntliggende ø, hvor Natla Technologies minegravninger delvist har afdækket den store pyramide i Atlantis. Dette er hvor mysteriet bliver løst. Banerne i Atlantis er nogle af de sværeste i spillet.
- Level 13: Natla's Mines
- Level 14: Atlantis
- Level 15: The Great Pyramid

## Tomb Raider Gold
I 1998 blev Tomb Raider genudgivet som Tomb Raider Gold til PC og Macintosh (sidstnævnte var kun tilgængelig som Tomb Raider Gold). Udvidelsen indeholdt det oprindelige spil såvel som fire nye bonusbaner i to nye hændelsesforløb kaldet The Shadow of the Cat og Unfinished Business. Genudgivelsen var kun til PC and Macintosh.
I Shadow of the Cat vender Lara tilbage til City of Khamoon i sin søgen efter en uopdaget grav viet til den egyptiske kattegudinde, Bastet. I Unfinished Business vender Lara tilbage til Atlantis efter hun har fundet ud af at der eksisterer en gruppe aliens som har overlevet og nu bevogter en udklægningsanstalt. Lara vender tilbage for at eliminere de resterende aliens inden de invaderer igen.
Banerne i Tomb Raider Gold blev skabt i Eidos' kontorer i San Francisco af Phil Campbell, Rebecca Shearin og Gary LaRochelle.

## Udviklingshistorie
Det forberedende arbejde på Tomb Raider påbegyndtes i 1993, men selve spillet blev først udgivet i november 1996. Spillet blev skabt af Core Design i Europa, som brugte 18 måneder på at udvikle det. Holdet bestod af seks mennesker, deriblandt Toby Gard, som anses for at være skaberen af Lara Croft. Figuren gennemgik flere forandringer før Core blev enige om den version, som efterfølgende er blevet meget kendt. I sit tidligste stadie var Lara Croft en mandlig skabelon for en ukendt figur, men da Core besluttede sig for at gåder og list skulle spille en større rolle end action, mente de at dette ville passe bedre på en kvindelig figur end en klassisk mandlig actionhelt.
Lara kom egentlig til verden som Laura Cruz. "Laura" blev senere droppet til fordel for Lara, for at appellere mere til amerikanske spillere. På samme tid begyndte man at finde på hendes baggrundshistorie og det blev besluttet at hun skulle være mere britisk, derfor ændrede man Cruz til Croft. Personlighedsmæssigt var Lara til at begynde med en koldblodig militaristisk type. Ifølge Toby Gard kom ideen med at gøre hende en kvindelig Indiana Jones naturligt i udviklingsforløbet.
Laras berømte bryststørrelse blev egentlig til ved et uheld. Toby Gard arbejdede med modellen da han ved et uheld forstørrede Laras barm til 150% af hvad den skulle have været. Da han skulle til at indstille tilbage til standarden, så de andre designere hvad han arbejdede med og sagde at de synes det var godt og at de skulle beholde den forstørrede barm.
Interessant nok har Core sagt at de dengang havde store problemer med udvikling i 32-bit. Det rygtes også at udgiverne af Tomb Raider', Eidos, var tæt på bankerot da Tomb Raider blev skabt. Det første glimt af spillet kunne ses på udviklingsudstyr til Sega Saturn. I sidste ende blev det dog PlayStation versionen som blev bedst kendt.

## Modtagelse og reaktion
Ved sin udgivelse blev Tomb Raider rost meget af spilmagasiner for dets banebrydende grafik, opfindsomme gameplay og omfattende historie[kilde mangler]. Raffinementet i Tomb Raider, som blev opnået ved at kombinere den mest avancerede grafik, klassisk musik og et filmisk gameplay, var på det tidspunkt enestående[kilde mangler]. Spillet blev en enorm succes og bidrog til PlayStations popularitet[kilde mangler]. Som et af de bedst sælgende spil til konsollen, blev det også det første spil som blev udgivet i PlayStations Platinum serie, og dets succes gjorde Tomb Raider II til et af de mest ventede spil i 1997[kilde mangler]. Selvom spillet gav anledning til flere efterfølgere, senest Tomb Raider: Legend, som har været overlegne på mange punkter, er originalen stadig den mest elskede blandt fans og anmeldere[kilde mangler].
Tomb Raider blev dog kritiseret for mindre fejl i kamerastyring og genstande, såvel som dets svære måde at gemme spil på[kilde mangler]. Nogle fans klagede over manglen på action til fordel for gådeløsning, selvom Tomb Raider II ironisk nok efterfølgende blev kritiseret for at være for voldeligt, specielt mod menneskelige modstandere[kilde mangler].
Spillets brug af en velformet, kvindelig heltinde er både blevet hyldet for at være revolutionerende (at fjerne sig fra det mandlige perspektiv i spil) og blevet kaldt sexistisk for dets stereotypiske afbildning af en kvinde designet til at appellere til teenagedrenge[kilde mangler]. Lara blev dog alligevel en sensation i spilverdenen og fik status af en cyberberømthed. Bortset fra at medvirke i spil, har Lara været på forsiden af magasiner, i tegneserier og film. Lara fik også uhørt meget presseomtale, hvor mange magasiner, også ikke-spilmagasiner, ville skrive artikler om hende. Flere store selskaber, deriblandt Timberland, ønskede at bruge hende som deres talskvinde og ansigt udadtil[kilde mangler].

## Forskelle mellem versionerne
Tomb Raider blev udgivet til PC, Macintosh, PlayStation og Sega Saturn. Måderne at gemme på er forskellige; på PC og Mac kan man gemme hvor som helst, mens man på PlayStation og Sega Saturn skal opsøge "Save Crystals" for at kunne gemme. Grafikken i PC og Mac versionerne er den bedste. Saturn versionen er en smule hurtigere end PlayStation versionen men har til gengæld ringere grafik. PC og Mac versionerne blev også senere genudgivet med nye bonusbaner.

## Nude Raider
En anden udvikling i Laras 'liv' var den såkaldte Nude Raider patch – en patch som blev skabt af en tredjepart som ikke havde nogen forbindelse til Core eller Eidos. Denne patch får, når den tilføjes et allerede eksisterende Tomb Raider spil, Lara til at fremstå nøgen. I modsætning til hvad nogle rygter påstår, er det ikke muligt at skabe en nøgen Lara i nogen af konsolversionerne af spillet. I april 2004 blev det hævdet at en ansat i Eidos skrev på en Tomb Raider postliste at Eidos var begyndt at sagsøge spillere som brugte Nude Raider patchen – dette viste sig at være løgn. Eidos sendte advarselsbreve til ejerne af nuderaider.com som havde Nude Raider patchen på deres hjemmeside, og underbyggede med at de havde immaterialret over Tomb Raider. Sider med nøgenbilleder af Lara Croft har også fået tilsendt advarsler og er blevet lukket ned , og Eidos Interactive fik rettighederne til domænenavnet nuderaider.com 

## Trivia
- I 1998 vandt Tomb Raider Origins Award for Best Action Computer Game of 1997.
- Tomb Raider hylder Indiana Jones på flere måder, deriblandt flere fælder fra Jagten på den forsvundne skat, såsom huller med pigge, giftpile, kampesten og kollapsende templer.
- Laras palæ blev formet efter facaden på den Derby Studios bygning hvori Core Design arbejdede på spillet.
- Ved at indsætte Tomb Raider disken i en almindelig CD afspiller kan man høre lyde og musik fra spillet, deriblandt et ubrugt spor til et tidligt Eidos spil kaldet Firestorm.
- Shelley Blond lagde stemme til Lara. Hun medvirkede ikke i flere spil i serien.
- Lara har ikke hestehale i dette spil. Man valgte den fra fordi den ville bruge for meget hukommelse og dermed gøre spillet langsommere.
- I banen "Natla's Mines" møder Lara en modstander som udbryder "You firin' at me? You firin' at me? Huh? Ain't nobody else here, so you must be firin' at me!", hvilket er en hentydning til Robert De Niros improviserede replik i filmen Taxi Driver fra 1976.

## Fodnoter
1. ↑  IGN.com
2. ↑  "Legaltechnology.com". Arkiveret fra originalen 12. februar 2007. Hentet 16. juli 2006.